# Daimler-Benz DB 601
Даймлер-Бенц DB 601 (нем. Daimler-Benz DB 601) — немецкий поршневой авиационный двигатель времён Второй мировой войны. Представлял собой двенадцатицилиндровый двигатель жидкостного охлаждения. Являлся развитием Daimler-Benz DB 600 с непосредственным впрыском топлива. Применялся на истребителях Bf.109 и ряде других самолетов.
Двигатель был очень удачен, и модификация DB 601Aa также выпускалась по лицензии. Японские компании Аити (под названием Atsuta) и Кавасаки (под названием Ha-40) производили двигатели, которые применялись на истребителе Ki-61. В Италии этот двигатель под названием R.A.1000 RC.41 производила фирма Альфа Ромео. Двигатель ставился на истребители Макки C.202, а также Reggiane Re.2001

## Производство
В результате совместной работы Даймлер-Бенц и Роберт Бош ГмбХ в Штутгарте, под руководством Ганса Шеренберга, DB601 был доведен до серийного образца путём перевода DB600 на бензиновый впрыск. После первых успешных испытаний в 1935 году началось серийное производство двигателей DB 601 в ноябре 1937 года. Этот двигатель производился до 1943 года на заводах Daimler-Benz, расположенных в Берлин-Мариенфельде и de:Genshagen. С 1941 года к производству данного двигателя подключились заводы Niedersächsische Motorenwerke (NIEMO) в Брауншвейге и Henschel Flugmotorenbau в Касселе.
Производство двигателей DB 601 по годам, шт.:
| 1937 год | 1938 год | 1939 год | 1940 год | 1941 год | 1942 год | Всего  |
| -------- | -------- | -------- | -------- | -------- | -------- | ------ |
| 52       | 1706     | 3681     | 6177     | 6552     | 1012     | 19 322 |

## Применение

### Германия (DB 601)
- Dornier Do 215
- Heinkel He 100
- Henschel Hs 130A-0
- Messerschmitt Bf 109
- Messerschmitt Bf 110
- Messerschmitt Me 210

### Лицензионные варианты
Япония
(Aichi Atsuta)
- Aichi M6A Seiran
- Yokosuka D4Y Suisei

(Kawasaki Ha-40)
- Kawasaki Ki-61

Италия
(Alfa Romeo RA 1000 RC 41)
- Macchi C.202
- Reggiane Re.2001

## ТТХ (DB 601E)
- Передаточное число редуктора — 1:1,685 = 1485:2500
- Кол-во цилиндров — 12
- Диаметр цилиндра — 150 мм
- Ход поршня — 160 мм
- Полный объём цилиндра — 2,826 л.
- Объём камеры сгорания — 0,49 л.
- Степень сжатия:
  - 7,0 для левой головки цилиндров
  - 7,2 для правой головки цилиндров.
- Два впускных и два выпускных клапана на цилиндр
- Высота подъема клапана — 13,6 мм
- Зазор для впускного клапана — 0,3 мм
- Зазор для выпускного клапана — 0,6 мм
- Зазор в клапанном приводе — переменный (плавающий) между клапаном и упором.
- Двойное магнето — Bosch ZM 12 CR8 Gerät-Nr. 9-4040 E
- Направление вращения двигателя — правое
- Порядок работы цилиндров: 1, 8, 5, 10, 3, 7, 6, 11, 2, 9, 4, 12, 1.
- Угол опережения зажигания :

— 41 град. от В. М. Т. при взлетном режиме и режиме максимальной мощности (форсаж).
— 45 град. от В. М. Т. при боевом режиме и режиме нормального полета.
— 49 град. от В. М. Т. при режиме максимальной эффективности.
- Свечи зажигания — Bosch DW 250 ET 7 Gerät-Nr. 9-4080A 2 шт. на цилиндр, экранированые.